# NGC 351
NGC 351 is een balkspiraalstelsel in het sterrenbeeld Walvis. Het hemelobject ligt ongeveer 172 miljoen lichtjaar van de Aarde verwijderd en werd op 10 november 1885 ontdekt door de Amerikaanse astronoom Lewis A. Swift.

## Synoniemen
- PGC 3693
- UGC 639
- MCG 0-3-57
- ZWG 384.57